# Assisi rosato
L'Assisi rosato è un vino DOC la cui produzione è consentita nella provincia di Perugia.

## Caratteristiche organolettiche
- colore: rosato più o meno intenso
- odore: vinoso, delicato
- sapore: asciutto, fresco, armonico

## Produzione
Provincia, stagione, volume in ettolitri
- nessun dato disponibile